# Operación Artemis
La Operación Artemis fue una operación en Australia para desmantelar el sitio web denominado Childs Play, señalado como el portal más grande de pornografía infantil de 2016 a 2017. La operación sirvió para que la policía australiana atrajera pedófilos y abusadores sexuales luego del arresto de Benjamin Faulkner, fundador del sitio, por parte del Departamento de Seguridad Nacional de los Estados Unidos. El método de la operación fue cuestionado por propios internautas y asociaciones.

## Childs Play
La página Childs Play fue creada en abril de 2016 por el usuario anónimo WarHead, en la denominada red profunda. El sitio tenía por objetivo el intercambio de archivos (como imágenes y videos) con contenido explícito de pornografía infantil y abuso sexual a menores. De acuerdo a investigaciones posteriores, usuarios del sitio tenían posibilidad de publicar sus comentarios. Un miembro de Noruega por ejemplo se jactó de abusar de niños de su propia familia. Otros miembros se reunieron en persona para violar en conjunto a menores de edad, filmar los abusos y posteriormente subirlos a la página. Luego de seis meses de dirigir el sitio, el usuario WarHead es rastreado por el Departamento de Seguridad Nacional de los Estados Unidos encontrando como culpable al canadiense Benjamin Faulkner. En ese momento la investigación queda ahora en manos de la policía australiana, cuyo departamento se hace responsable de la página y comienza a operarla con el fin de identificar víctimas y rastrear abusadores o compradores de pornografía infantil. A esta operación encubierta se le denominó Operación Artemis. 

## Consecuencias y críticas
Luego del arresto de Benjamin Faulkner, la policía australiana operó el sitio clandestino durante los siguientes once meses, hasta septiembre de 2017. Simulando ser el usuario fundador de la página, las autoridades la utilizaron para detectar a los compradores de contenido o fabricadores del mismo. Además de Faulkner, se arrestó a Patrick Falte, uno de los socios principales del portal y quien además operaba otro sitio web de pornografía infantil en la red profunda. Se arrestó también a Tyler David Walker de 21 años; y a Robert Zitzelsperger, un profesor de ciencias en Sídney.
Pese a la detención de éstas personas, se criticó a la Operación Artemis por haber mantenido en funcionamiento la página durante once meses, en los que se siguió difundiendo contenido ilegal de forma regular. La madre de una de las víctimas declararía: "No es correcto que mi hija se use como cebo. Se difunden sus imágenes y la policía las promueve". El departamento policíaco respondió que no fueron responsables de lo que se compartió en Childs Play mientras lo dirigían. Sin embargo después se conocería que el propio Benjamin Faulkner había pedido a las autoridades subir más contenido pornográfico sobre menores para que los usuarios no sospecharan que la página había sido incautada. El movimiento Amnistía Internacional criticó la operación calificándola como una violación a los derechos de los niños.